# Euglandina rosea
Euglandina rosea (лат.) — хищная тропическая наземная улитка, брюхоногий моллюск из отряда лёгочных улиток.

## Описание
Тело светло-серое или бурое, длиной от 7 до 10 см. Раковина удлинённая, веретеновидной формы, с толстыми стенками, узким овально-серповидным устьем и выдающимися линиями роста, буровато-розовая или светло-бурая, длиной обычно до 40—50 мм, а иногда до 60 и даже 76 мм, и 27,5 мм в диаметре. Нижние щупальца длинные, серповидно загнутые, почти касаются земли.

## Ареал
Естественный ареал улитки E. rosea находится на юго-востоке Северной Америки и охватывает юго-восточное побережье США: юго-восточный Техас, Луизиана, Миссисипи, Алабама, Джорджия, Южная Каролина, широко распространена во Флориде. Был завезен на Гавайские острова, где стал причиной исчезновения ряда эндемических видов моллюсков, включая Achatinella apexfulva.

## Питание
Быстрый и прожорливый хищник, охотится на других более мелких улиток и слизней, которых заглатывает целиком.
|  |  |  |  |